# Donovan Stewart Correll
Donovan Stewart Correll  (13 de abril de 1908 - 28 de marzo de 1983, Miami) fue un taxónomo, pteridólogo y botánico estadounidense.

## Biografía
Sus padres fueron John Correll y Lummie Jane Foster.
Fue Director del "Jardín botánico Fairchild Tropical", en Coral Gables, Florida.
Sus expediciones botánicas regionales, de 1935 a 1978 produjeron más de 50.000 especímenes para proyectos de investigación.
Se casa con Helan Elizabeth Butts el 26 de junio de 1937. Con ella publica la monumental obra originalmente publicada en 1972, con 1.777 pp. y 789 páginas de ilustraciones. Su principal objetivo fue dar pautas de identificación de helechos y fanerógamas en aguas polucionadas o no, de hábitats acuáticos y de humedales del sudoeste de EE. UU. (Oklahoma, Texas, Nueva México, Arizona).

## Algunas publicaciones
- Correll, DS; CA Brown. Ferns & Fern Allies Trees & Shrubs. 1942

- Correll, DS. Collecting wild potatoes in Mexico. Circular / USDA. 40 pp. 1948

- Correll, DS. Section Tuberarium of the genus Solanum of North America and Central America (Agriculture monograph). Ed. USDA. 243 pp. 1952

- Correll, DS. Orchids of Guatemala. 2 V. Ed. Museo de Historia Natural de Chicago. 1952

- Correll, DS.  Orchids of Guatemala. Fieldiana: Botany 26 (2) 1953

- Correll, DS. Vanilla: Its botany, history, cultivation and economic import. Ed. Soc. for Economic Botany. 1953

- Correll, DS. Ferns & Fern Allies of Texas. Ed. Texas Research Foundation. 188 pp. 1956

- Correll, DS. Native Orchids of North America North of Mexico. Ed. Chronica Botanica Co. 1959

- Correll, DS. Flora of Peru (Botanical series). Ed. Field Museum of Natural History 1967

- Correll, DS. Manual of the Vascular Plants of Texas. 1970

- Correll, DS. Aquatic & Wetland Plants of Southwestern United States. Ed. Stanford Univ Pr. 1.777 pp. 789 dibujos. ISBN 0-8047-0866-5 1978

- Correll, DS. Native Orchids of North America North of Mexico. Ed. Univ Microfilms Intl. 399 pp. ISBN 0-8047-0999-8 1978

- Correll, DS. Alaska Highway Adventure. 170 pp. 1981

- Correll, DS. Potato & Its Wild Relatives: Section Tuberarium of the Genus Solanum. Ed. Lubrecht & Cramer Ltd. ISBN 0-934454-93-0 1982

- Correll, DS. Notes from a singing plant explorer 1983

- Ames, O; DS Correll. Orchids of Guatemala & Belize. Dover Public. 800 pp. ISBN 0-486-24834-8 1985

## Honores

### Eponimia
Se designa "Galardón Donovan Stewart Correll Memorial" para premiar a escritos científicos en el campo de la flora nativa de Texas.
Géneros
- (Asteraceae) Correllia A.M.Powell[2]
- (Myrsinaceae) Correlliana D'Arcy[3]

- La abreviatura «Correll» se emplea para indicar a Donovan Stewart Correll como autoridad en la descripción y clasificación científica de los vegetales.[4]